# Piet-Hein Bakker
Piet Hein Joan Rijckholt Bakker (Arnhem, 12 de outubro de 1964) é um produtor de televisão holandês.

## Biografia
Filho de Jacobus (Jaap) Johannes Rijckholt Bakker e de sua mulher Eugenie Josephine (Irma) Wyers (Haia, 17 de maio de 1934 - 8 de julho de 1972).
Instalado em Portugal desde 1994 e fundador da empresa de produção televisiva Endemol Portugal. Assinou a produção de mais de trinta produções para os diversos canais portugueses, afirmando-se como líder de audiências em Chuva de Estrelas, Big Brother, Médico de Família (série em que o formato comprou à produtora espanhola Globomedia) ou as edições anuais dos Globos de Ouro.
Publicou O Ladrão de Bicicletas (2006).
Casou primeira vez a 18 de janeiro de 1996 com a actriz Alexandra Lencastre, de quem tem duas filhas, Margarida de Alencastre Pedrosa Wyers Bakker (nascida a 10 de fevereiro de 1996 (29 anos)) e Catarina de Alencastre Pedrosa Wyers Bakker (nascida a 26 de julho de 1998 (26 anos)), e de quem se divorciou em 2003.
Casou segunda vez em Lisboa, Lapa, a 16 de junho de 2007 com Patrícia Ramos Ferreira da Silva, filha de António Carlos Ferreira da Silva e de sua mulher Maria Antónia do Amaral Ramos, de quem tem duas filhas, Rita Ferreira da Silva Wyers Bakker (nascida em Lisboa a 24 de novembro de 2006 (18 anos)) e Mónica Ferreira da Silva Wyers Bakker (nascida a 26 de fevereiro de 2008 (17 anos)), e um enteado, Tomás Ferreira da Silva Soares de Jesus (nascido a 6 de abril de 2002 (22 anos)), nascido duma relação de sua mulher.
É o atual Diretor Geral da Plural Entretainment.